# هیگرا د لاس دوئنیاس
هیگرا د لاس دوئنیاس دهستانی در استان آبیلای اسپانیا است.
در این دهستان ۳۲۶ نفر زندگی می‌کنند. مساحت این دهستان ۳۴٫۹۸ کیلومتر مربع است.